# 九怨
《九怨》為以PlayStation 2作平臺的和風恐怖遊戲，由FromSoftware開發。遊戲於2004年4月1日在日本本土發售；同年12月7日，由Agetec發行英文版；2006年4月28日，由Acclaim Entertainment發行歐洲版。

## 故事
故事採用雙線表裡劇情：
1. 一對雙胞胎姐妹尋找父親蘆屋道滿，兩人走散了之後由妹妹浮月進行遊戲。
2. 蘆屋道滿的弟子們在搜查一棟鬧鬼的屋子，不過小師妹咲耶對於蘆屋道滿的動機感到懷疑。

## 操作
【陰之章】以浮月為主角，【陽之章】則以咲耶為主角（不管選哪一章都可以）。
等到結局之後，可以再選擇之前沒有選的另一章重新遊玩。
完成後會獲得作為最終章的【九怨之章】，主角換成安倍晴明。
劇情上的順序是陰之章→陽之章→九怨之章，難度上則常認為是陽之章＞陰之章＞九怨之章。

## 人物列表

### 可操控角色
- 浮月（うつき；Utsuki）

陰之章的主角，为了寻找留下一封信后便断绝消息的父亲而开始探访藤原赖近的屋子（在此之前都没有去过外面的世界）。
战斗时除使用符（咒符、式符）外还可挥舞小刀，攻击范围较狭窄。
- 咲耶（さくや；Sakuya）

陽之章的主角，出生于世世代代作为阴阳师的贺茂家，因被家族以『女流之輩』为由反对成就阴阳师一職而投靠芦屋道满。
战斗时除以符(咒符·式符)为中心外还使用扇子。
作为其身世的贺茂氏也是以实际存在的阴阳师家族聞名。
- 安倍晴明（安倍 晴明，あべの せいめい；Abe-No Seimei）

九怨之章主角，存在於真实历史的稀有陰陽師。
在本作被设定为一位聪慧的女性角色。

### 其它重要人物
- 暮葉（くれは；Kureha）

浮月的雙胞胎姐姐，除了身形消瘦之外還有着平安贵族女性的模樣（发型和眉的形式）。
身体虚弱，和妹妹两人独自住在深山的神社中。
最初与浮月一起访问大屋，不过像是為某种力量所牵引，消失於大屋之中。
- 蘆屋道滿（蘆屋 道満，あしや どうまん；Doman Ashiya）

存在於真實歷史的陰陽師，咲耶的老师，浮月和暮叶的父亲。

## 外部連結
- 九怨日本官网
- 九怨北美官网（页面存档备份，存于）